# Ritratto di Giambattista Bodoni
Il Ritratto di Giambattista Bodoni, realizzato da Andrea Appiani è un dipinto ad olio su tela (60,3 x 51,2 cm) eseguito nel 1799 e conservato presso la Galleria nazionale di Parma.

## Descrizione
Il ritratto rappresenta Giambattista Bodoni, celebre incisore, tipografo e stampatore parmense. Con pennellata fluida e sintetica l'intellettuale è inquadrato a mezzo busto su uno sfondo compatto incorniciato da un'aura di prestigio e di nobiltà, che viene connotata in particolare nei lineamenti del viso, nelle sopracciglia aggrottate, nelle labbra carnose e nello sguardo deciso. L'opera è realizzata con tratti di grande sicurezza, ma è lontana dalla resa lenticolare e meticolosa che in quegli stessi anni stava sperimentando in Francia David. Questo dipinto, infine, dimostra quanto la produzione ritrattistica di Appiani sia innovativa, ma nata da un processo creativo del tutto tradizionale, partendo quindi da studi a matita rielaborati in studio.

## Storia
Andrea Appiani, uno dei maggiori rappresentanti in Italia del gusto neoclassico, con un linguaggio personale e autonomo, realizza diverse opere pittoriche e scultoree sull'immagine dell'amico stampatore Bodoni. L'artista conobbe Bodoni nel 1789 a Milano ed iniziò il dipinto dell'amico nel 1795, dopo essersi recato con la famiglia a Parma. L'opera, finita quattro anni dopo, ottenne da subito una grande risonanza, diventando l'effigie ufficiale di Bodoni. Il ritratto venne donato all'Accademia delle Belle Arti di Parma nel 1841 da Margherita dell'Aglio, vedova di Bodoni.